# Marche vers Moscou
Guerre civile russe
La marche vers Moscou, aussi appelée offensive de Dénikine, est une campagne militaire lancée en juillet 1919 par les Forces Armées du Sud de la Russie, dite armée blanche, contre les bolcheviks, dans le cadre de la guerre civile russe. Le but de la campagne était la prise de Moscou, alors capitale de la RSFSR. Aux yeux du commandant de l'armée blanche, Anton Dénikine, la campagne jouerait un rôle décisif dans l'issue de la guerre civile.
Après quelques premiers succès, notamment l'occupation d'Orel, une ville située à seulement 368 kilomètres de Moscou, l'armée de Dénikine subit plusieurs défaites décisives dans une série de batailles entre octobre et novembre 1919, conduisant à la dislocation des forces blanches dans le sud de la Russie.
La marche vers Moscou peut être subdivisée en deux phases : l'offensive des Blancs, du 3 juillet au 10 octobre, puis la contre-offensive des Rouges, du 11 octobre au 18 novembre.

## Contexte
À la mi-1919, la situation sur le front sud changea radicalement en faveur des Forces Armées du Sud de la Russie commandées par Anton Dénikine, du fait de différents revirements d'allégeance et de plusieurs insurrections.
Fin avril 1919, le commandant de la neuvième Armée rouge changea d'allégeance au profit des armées blanches, et passa les semaines qui précédèrent son évasion à leur transmettre des informations sur la situation militaire. Début mai, Nikifor Grigoriev, qui avait dirigé l'Armée rouge sur le front ukrainien dans une opération visant à capturer le gouvernement de Kherson aux Alliés, se mutina contre la hiérarchie militaire bolchévique. Grigoriev prit le contrôle d'une région s'étendant de Mykolaïv et Kherson à l'ouest jusqu'à Dnipro à l'est. Cette zone était stratégique pour la logistique et le ravitaillement de l'Armée rouge dans le sud de la Russie. 
En mai et au début du mois juin, les Blancs remportèrent la victoire dans la sanglante bataille du Donbass. Puis le 27 juin 1919, les forces blanches de Vladimir Maï-Maïevski capturèrent la capitale du soviet d'Ukraine, Kharkiv. Les 29 et 30 juin 1919, les forces commandées par Andrei Chkouro s'emparèrent de Dnipro. Dans la partie nord du territoire de la Grande armée du Don, les cosaques se soulevèrent contre les autorités bolcheviques locales, en réponse à leur politique de terreur et à la persécution de l'Église orthodoxe. En juin, les troupes blanches sous le commandement de Vladimir Sidorine parvinrent à rejoindre les insurgés cosaques et à évincer les bolcheviks de toute la région du Don. Enfin, dans les derniers jours du même mois, les cosaques du Kouban sous le commandement de Piotr Wrangel, utilisant des chars fournis par les Britanniques, capturèrent la ville stratégique de Tsaritsyne. C'est là, le 3 juillet, lors du défilé des troupes de Wrangel, que Dénikine annonça que le prochain objectif du mouvement blanc serait de capturer la capitale de la Russie soviétique.

## Plan de bataille
L'ordre no 08878 de Dénikine détermina le plan d'action suivant:
- Piotr Wrangel et l'armée du Caucase[4] devaient se diriger au nord en direction de Saratov, puis de Rtichtchevo et Balachov, et enfin de Penza, Rouzaïevka, Arzamas et Nijni Novgorod. Ses troupes devraient alors attaquer Moscou depuis Vladimir. Devant les forces principales de Wrangel, des unités seraient disposées pour éliminer les unités rouges présentes sur la basse Volga et établir des communications avec l'armée d'Alexander Koltchak[5];
- Vladimir Sidorine et l'Armée du Don[4] devaient s'orienter vers le nord en direction de Kamychine et Balachov, puis, en se coordonnant avec l'armée du Caucase, diriger une partie de leurs forces vers Voronej, Kozlov et Riazan, dans le but d'attaquer Moscou, et l'autre partie vers Novy Oskol, Ielets et Kachira, puis attaquer également Moscou[5];
- Vladimir Maï-Maïevski et l'Armée des volontaires[4] fut chargée de gagner Koursk, Orel et Toula, et afin de se protéger contre les forces rouges présentes en Ukraine, d'atteindre la ligne du Dniepr et de Desna, puis d'entrer à Kiev, pour sécuriser toutes les places entre Dnipro et Briansk où il était possible de traverser des rivières[5];
- Sergei Dobrovolski fut chargé de prendre le contrôle de l'embouchure du Dniepr, de Kherson et de Mykolaïv[5];
- La flotte de la mer Noire devait bloquer le port d'Odessa et prendre part à la mise en œuvre d'autres tâches militaires[5].

Dénikine avait l'intention de recourir massivement aux chemins de fer pour la logistique. Il ordonna également de recruter des volontaires et de mener une campagne de propagande à grande échelle. Le plan de bataille de Dénikine était excessivement optimiste, surestimant les capacités de ses forces après leurs récents succès. 
Pour cette raison, il ignora les suggestions de Wrangel, qui souhaitait retarder l'offensive sur Moscou, pour permettre aux troupes de se reposer et d'adopter une position défensive sur la ligne Dnipro-Tsaritsyne, exception faite d'Astrakhan qui serait attaquée. Cette solution comportait cependant aussi un certain risque - le temps travaillait en faveur des rouges, ils pouvaient mobiliser des réserves plus importantes (même en dépit du fait qu'en prenant le contrôle des nouveaux territoires, les blancs pouvaient incorporer des paysans locaux dans leur armée), et leurs victoires sur Koltchak leur permettraient de renforcer le front sud à l'avenir.

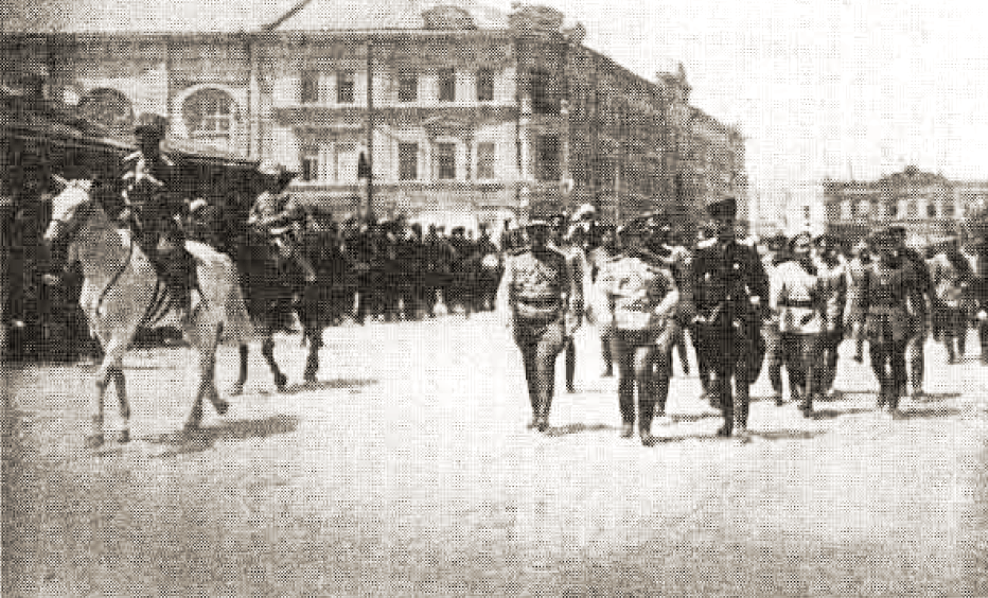
Dénikine et Wrangel à Tsaritsyne. Peu de temps après l'occupation de la ville, le plan de marche des Forces Armées du Sud de la Russie vers Moscou a fut annoncé.

Le 9 juillet, Lénine publia une circulaire intitulée "Tous contre Dénikine !", appelant à une réorganisation des forces et à une résistance efficace face à l'avancée des armées blanches sur le front sud. Un différend survint dans le commandement de l'Armée rouge sur la réponse à donner à la capture de Tsaritsyne par les Blancs et à la menace posée par l'armée de Dénikine. Le commandant en chef de l'Armée rouge, Jukums Vācietis, soutenu par le commissaire aux affaires militaires et maritimes, Léon Trotski, suggéra qu'une offensive soit menée à travers le Donbass, où, pensait Trotski, les soldats pourraient compter sur le soutien des ouvriers. Cependant, Vācietis fut démis de ses fonctions et remplacé par Sergei Kamenev, qui préféra élaborer un plan pour attaquer Tsaritsyne, puis Novotcherkassk et Rostov. L'offensive serait confiée aux neuvième et dixième armées rouges, et non aux treizième et quatorzième, beaucoup plus faibles.

## Affrontements

### Premiers succès (juillet-août 1919)
Bien que les opérations prévues par Dénikine en Ukraine n'auraient dû être que défensives, c'est sur ce théâtre que les Blancs remportèrent leurs premiers succès majeurs au cours de l'offensive. Le 29 juillet 1919, ils s'emparèrent de Poltava, le 18 août de Mykolaïv, et le 23 août d'Odessa. Le même jour, ils entrèrent dans Kiev, contraignant les forces de la République populaire ukrainienne à quitter la ville. Selon Evan Mawdsley, l'offensive ukrainienne de Dénikine était une erreur stratégique, car les forces qui la menaient ne pouvaient pas engager de combat sur la section centrale du front, et sa ligne était trop étirée.

### Ajustement du dispositif (août-septembre 1919)
Au même moment, l'Armée rouge commença à mettre en œuvre la contre-offensive planifiée par Kamenev. Le 14 août, les forces sous le commandement de Vassili Chorine (huitième et neuvième armée) commença sa marche vers Tsaritsyne, tandis que le groupe sous le commandement de Vladimir Selivatchiov (parties des huitième et quatorzième armées et de la treizième armée) se dirigea vers Kharkov. Le groupe de Chorine attaqua l'armée du Caucase de Wrangel, qui avait quitté Tsaritsyne s'approchait de Saratov, mais sa marche a été arrêtée en raison du manque de nourriture et de fournitures. Wrangel dut se retirer de Kamychine et prendre une position défensive à Tsaritsyne, où il se défendit avec succès ; après six semaines de combats, le groupe de Chorine perdit la capacité de s'engager dans des offensives, surtout après avoir été attaqué par les unités de cavalerie commandées par Constantin Mamontov.
Le raid de Mamontov, exploitant l'espace laissé entre les huitième et neuvième armées, n'était pas inclus dans le plan initial de la marche vers Moscou et peut avoir été entrepris sans le consentement de Dénikine. Comptant 7 à 8 000 cavaliers, les armées blanches détruisirent l'infrastructure de communication des Rouges, fit sauter des voies ferrées et des ponts, détruisit un certain nombre d'entrepôts de munitions et dispersa certaines unités nouvellement créées de l'Armée rouge. Le 18 août 1919, les forces de Mamontov ont capturèrent Tambov et tinrent deux jours (11 et 12 septembre) la ville de Voronej. Dans ces villes, ils commirent des pillages à grande échelle.
Le plan de Kamenev, qui prévoyait une avancée lente pour frapper les zones du sud de la Russie qui constituaient le centre du mouvement blanc, échoua, parce que le groupe mené par Selivachyov n'a pas réussi à dépasser Koupiansk, laissant la capitale soviétique ukrainienne de Kharkiv entre les mains des Blancs. Selon Mawdsley, c'est la défaite de Selivachyov qui mit en l'échec l'ensemble de la stratégie de Kamenev.

### Offensive générale (septembre-octobre 1919)
En septembre, les Blancs remportèrent de nouveaux succès : le 20 septembre 1919, des unités sous le commandement d'Alexandre Koutepov capturèrent Koursk, détruisant deux divisions de fusiliers rouges, et le 30 septembre, la cavalerie sous le commandement de Chkouro surprit l'ennemi en traversant le Don et en capturant Voronej. Le 14 octobre, les Forces Armées du sud de la Russie entrèrent dans Orel. Jamais auparavant une zone aussi vaste n'avait été sous leur contrôle; et ils n'avaient jamais réussi à se rapprocher à ce point de Moscou. Mais la prise de contrôle de nouveaux territoires, contrairement aux attentes des Blancs, les affaiblit. L'administration créée par Dénikine ne fonctionnait pas efficacement, les recrues enrôlées dans l'armée ne voulaient pas se battre et la ligne de front s'allongeait dangereusement. Pendant ce temps, le gouvernement bolchevique mobilisa avec plus de succès de nouveaux volontaires pour combattre Dénikine. Entre septembre et le 15 novembre 1919, 100 000 nouveaux soldats furent envoyés sur le front sud.
Une autre réorganisation importante fut effectuée dans l'Armée rouge. Le 27 septembre, impressionné par les succès des Blancs, le front sud-est fut formé à partir des 9e et 10e armées, opérant sur la section de Tsaritsyne à Bobrov sous le commandement de Chorine. Étiré entre Bobrov et Jytomyr, le front sud, composé des 8e, 12e, 13e et 14e armées, sous le commandement d'Aleksandr Iegorov. Sergeï Kamenev devait être personnellement responsable de la coordination de leurs activités. De plus, la première grande unité de cavalerie rouge fut créée - la 1re armée de cavalerie - et les commandants inefficaces ont été remplacés.
Du côté des Blancs, la division en quatre groupes prévue par Dénikine se poursuivit. Les forces de Wrangel défendirent Tsaritsyne, les cosaques du Don s'activaient à l'ouest, Kiev fut défendue par les troupes d'Abraham Dragomirov, tandis que la partie centrale du front était tenue par Vladimir Maï-Maïevski. Dénikine n'avait pratiquement pas de réserves, car les troupes qui n'étaient pas impliquées dans la marche vers Moscou étaient confrontées à des combats avec l'armée révolutionnaire insurrectionnelle de Nestor Makhno, qui avait capturé la majeure partie de l'est de l'Ukraine et s'approchait du quartier général blanc de Taganrog, tandis qu'un groupe séparé de 3 à 5 000 soldats menaient la bataille pour Astrakhan tenue par les Rouges. Dénikine commit l'erreur de ne pas raccourcir le front, s'éloignant temporairement des positions les plus éloignées face à la menace de l'armée insurgée contre lui. Son état-major était trop optimiste et croyait que les Blancs, qui avaient déjà surmonté de nombreuses grandes difficultés, seraient également victorieux cette fois, malgré le manque de soutien de la population dans les zones occupées, les maladies dont souffraient les soldats et le manque d'organisation.

### Effondrement de l'offensive (octobre-décembre 1919)

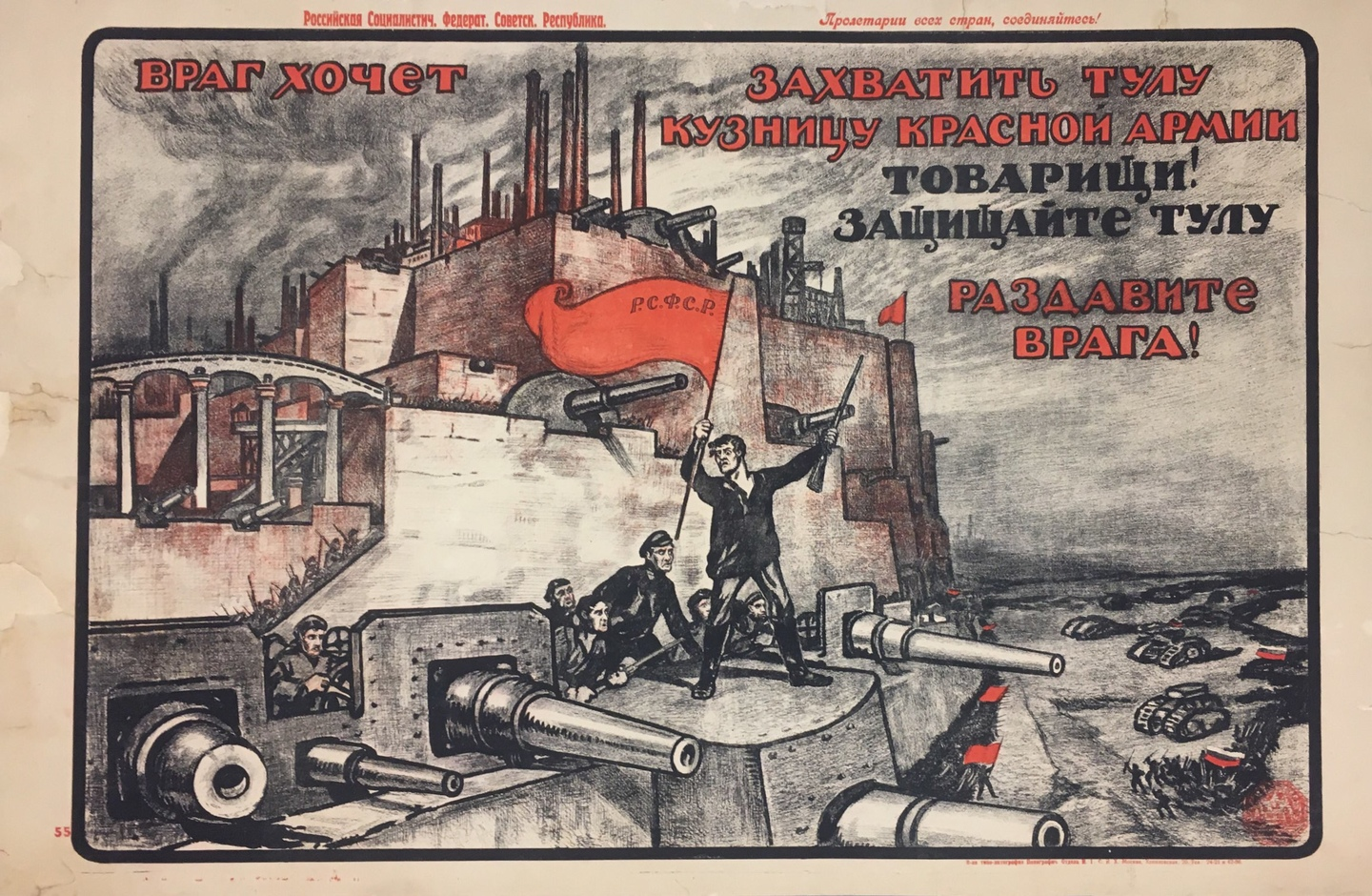
Affiche de propagande bolchevique appelant à la défense de Tula contre les Forces Armées du Sud de la Russie.

Fin octobre 1919, la contre-offensive de l'Armée rouge débuta simultanément sur deux axes. Le 20 octobre, un groupe composé de la division d'infanterie lettone, de la brigade de cavalerie ukrainienne sous le commandement de Vitaly Primakov, de la 13e division de fusiliers et de la division de fusiliers estonienne, força Maï-Maïevski à quitter Orel et à battre en retraite plus au sud. Menacés d'encerclement, les Blancs repartirent en bon ordre vers Koursk. Au même moment, le commandant de la 1re armée de cavalerie, Semion Budienny, contre les ordres de son commandant, attaqua Voronej, car il voulait affronter la cavalerie blanche dans une bataille directe. Il remporta une victoire spectaculaire sur les forces de Mamontov et Chkouro, entrant dans la ville le 24 octobre. L'opération suivante pour capturer la jonction ferroviaire clé de Kastornoïe dura encore un mois. Sa conquête par les rouges signifiait la séparation des forces cosaques du Don et de l'armée des volontaires. Le 15 novembre, les rouges s'emparèrent de Koursk.  Ces batailles furent décisives pour toute la guerre civile. L'échec de l'offensive de Dénikine fut le prélude à la défaite finale des Blancs.

## Affrontements majeurs
- Raid de Mamontov (10 août — 19 septembre 1919)
- Contre-offensive du front sud (14 août — 12 septembre 1919)
- Campagne d'Orel-Koursk (11 octobre — 18 novembre 1919)
- Campagne de Voronej-Kastornoïe (13 octobre — 16 novembre 1919)
- Campagne de Tchernihiv (17 octobre — 18 novembre 1919)
- Campagne de Liski-Bobrovskaïa (novembre 1919)